# (8248) Gurzuf
(8248) Gurzuf (1979 TV2) – planetoida z pasa głównego asteroid okrążająca Słońce w ciągu 3,52 lat w średniej odległości 2,31 au. Odkryta 14 października 1979 roku.